# Карл Густав Ідман
Карл Густав Ідман (фін. Karl Gustaf Idman; 1 грудня 1885, Таммерфорс, Велике князівство Фінляндське — 13 квітня 1961, Гельсінкі, Фінляндія) — фінський політик і дипломат; з квітня по грудень 1925 року — міністр закордонних справ Фінляндії.

## Біографія
Народився 1 грудня 1885 в Таммерфорсе, у Великому князівстві Фінляндському.
У 1914 році Ідман захистив докторську дисертацію в Імператорському Олександрівському університеті в Гельсінкі. C 1915 по 1917 роки там же працював професором Кафедри міжнародного права.
Коли наприкінці 1917 року Фінляндія проголосила свою незалежність, доктор Ідман поступив на роботу в новостворену Канцелярію Прем'єр-Міністра. Цьому передувала участь в роботі двох фінських делегацій, що відвідали в листопаді-грудні 1917 року Петроград і вели переговори з Леніним про визнання Радянською Росією Фінляндії.
З того часу він на дійсній дипломатичній службі. З червня 1918 року — Спеціальний і повноважний посланник в Копенгагені. У 1919—1927 роках (з перервою в 1925) — посол в Будапешті. З 31 березня по 31 грудня 1925 року міністр закордонних справ Фінляндії.
З середини 1927 по початок 1939 року Густав Ідман служив посланником в Ризі і Каунасі, Празі, Варшаві та Бухаресті. З 1 жовтня 1939 року й до квітня 1945 був посланцем в Токіо. (З 1941 року суміщав роботу з посадою посланника в Маньчжурії, де знаходилася маріонеткова держава).
З весни 1945 року — в центральному апараті МЗС.
З 1947 року у відставці, вийшовши в яку, оселився в маєтку Хатанпяя біля міста Тампере. До кінця днів займався благодійністю.
Помер 13 квітня 1961 року у Гельсінкі в Фінляндії. Після своєї смерті залишив величезний фонд, який заповідав місту Тампере. З нього і понині виплачуються стипендії талановитим студентам з цього міста.